# Walt Heyer
Walt Heyer (Los Ángeles, California, Estados Unidos, 25 de octubre de 1940) es un psicólogo, periodista de opinión, columnista, conferencista y escritor estadounidense reconocido porque se sometió a una cirugía de reasignación de sexo, vivió durante ocho años como una mujer trans llamada Laura Jensen y luego abandono la transición e hizo la detransición volviendo a su sexo biológico en 1991.

## Biografía

### Primeros años
Walt Heyer nació en Los Ángeles, California, Estados Unidos, el 25 de octubre de 1940 de niño, su abuela le hizo un vestido morado y lo vestia con el, cuando sus padres descubrieron esto, empezaron a supervisar todas sus visitas,  su padre lo golpeaba, su tío abusaba sexualmente de él, todas estas situaciones lo llevaron a tener fuertes problemas psicológicos, por lo que fue diagnosticado con lo que el después describió como un "diagnóstico erróneo"  de disforia de género.

### Cirugía de reasignación de sexo
A raíz de sus problemas psicológicos y psiquiátricos Heyer decidió someterse a una cirugía de reasignación de sexo con la esperanza de que esto le ayudara a con su salud mental de tal manera que vivió durante ocho años como una mujer llamada Laura Jensen.

### Detransición
Con los años se dio cuenta de que la cirugía de reasignación de sexo no solucionó sus problemas psicológicos, por lo que se sometió a una detransicion en 1991. Estudió psicología y se dedica a ayudar a aquellos que están considerando  la cirugía de reasignación de sexo especialmente a aquellos que se la han realizado y se han arrepentido de la transición, argumentando que lo que las personas transgénero realmente necesitan es "ayuda psiquiátrica o psicológica". En un video de 2020, Heyer afirmó que su confusión de género fue producto de:
"haber sido travestido cuando era niño, ser golpeado con una tabla de madera dura y ser abusado sexualmente". 
Luego de haber hecho la detransición y volver a su sexo biológico estuvo trabajando como  "gerente adjunto de planificación de productos para America Honda Motor Co" y ahora trabaja como periodista y columnista de The Federalist  y otros medios de comunicación conservadores. Media Matters for America ha criticado a Heyer como "una fuente de comentarios transfóbicos extremos".

### Acerca de su obra
La historia de Heyer se detalla en el libro de Ryan T. Anderson de 2018, When Harry Became Sally.  El ya desaparecido sitio web de noticias progresistas ThinkProgress criticó el libro por enfatizar demasiado la detransición y a Heyer por "crear una carrera para sí mismo de abogar contra la igualdad transgénero basada en su narrativa ex-trans".
La columna de opinión de Heyer de 2019 en USA Today  fue citada como uno de los diez artículos más leídos del año del periódico  y generó múltiples cartas publicadas en respuesta.
En junio de 2020, YouTube eliminó un video del panel de la Fundación Heritage que incluía a Heyer, citando sus pautas de discurso de odio,  un movimiento que fue criticado por varios medios de comunicación.

## Libros
Es autor de seis libros sobre el tema.
- Cambiando mis penas (2006)
- Perfeccionado por el amor (2009)
- Géneros de papel (2011)
- Cambio de sexo: es suicidio (2013)
- La fe de un transgénero (2015)
- Kid Dakota y el secreto en casa de la abuela (2015)